# Forradalmi szocialisták
A forradalmi szocialisták a magyarországi antimilitarista csoportok összefoglaló elnevezése volt az első világháború alatt. 1917 szeptemberében alakult meg a háborúellenes galileista diákok csoportjának és a szindikalista munkások néhány vezetőjének, köztük Szabó Ervin anarchoszindikalista könyvtárigazgatónak az egymásra találásából egy antimilitarista, forradalmi csoport, amely szembefordult a szociáldemokrata párt hivatalos taktikájával és a háború elleni közvetlen forradalmi harcra szólított fel. 1917 októberében a mozgalom tagjai röplapokon szólították fel a lakosságot a háború elutasítására. Ők tervelték ki a Tisza István elleni 1918 októberi – sikertelen – merényletet, amelynek végrehajtásával egyik tagjukat, Lékai Jánost bízták meg.

## Története

### Tagjai és története 1918 májusáig

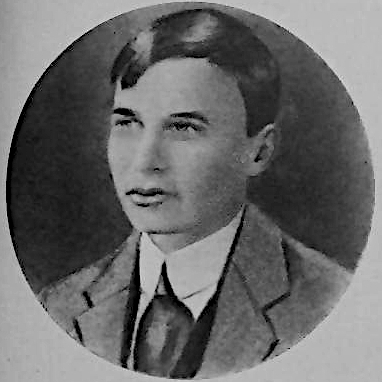
Lékai Leitner János a Galilei Kör ifjú tagja, aki sikertelenül próbálta megölni Tisza István miniszterelnököt 1918. október 17-én a parlament IV. számú kapuja előtt

A forradalmi szocialistákhoz tartoztak a Galilei Kör egyes diákjai; Duczyńska Ilona, Sugár Tivadar, Sisa Miklós, Haász Árpád stb., akiket kezdetben Kelen Jolán vezetett, s akik 1917 őszén Szabó Ervin szellemi irányításával háborúellenes röplapokat sokszorosítottak és terjesztettek. Vezetőjük Korvin Ottó volt, aki költőként indulva az antimilitarista szervezkedés egyik vezéralakjává vált. A Forradalmi Szocialisták vezetőjeként, a Kommunisták Magyarországi Pártjának alapító tagja. Részt vett a Magyarországi Tanácsköztársaság előkészítésében és a  Belügyi Népbiztosság Politikai Nyomozó Osztályának vezetőjeként a forradalmi rend belső biztonságát védelmezte. A forradalmi szocialistákhoz tartozott még a szindikalista munkások antimilitarista csoportja is; Bellér Ignác, Végh Dezső stb., amelyet többek közt Mosolygó Antal is irányított. Szabó Ervin ismertette meg egymással a két csoportot. Tevékenységük az 1917-es októberi orosz forradalom hatására felélénkült, s az 1918 eleji sztrájk során követelték a munkástanácsok létrehozását. Ekkortájt aktivizálódott az Ipari és Közlekedési Tisztviselők Országos Szövetsége, amely háborúellenes irányvonalat követett. Ennek vezetői (Kelen József, Helfgott Ármin, Hevesi Gyula) bekapcsolódtak az antimilitarista mozgalomba. Az év eleji (januári) sztrájk után mindhárom csoport irányítóit letartóztatták. Az irányítást Korvin Ottó vette át. Ez idő tájt csatlakoztak a Ma című folyóirat egyes munkatársai (Komját Aladár, Lengyel József, Révai József, Sinkó Ervin, Boross F. László stb.). Az éveleji letartóztatások után kiadott röpiratokon már a „magyarországi forradalmi szocialisták” aláírás szerepelt. Ezek eljutottak üzemekbe, gyárakba, laktanyákba, a frontokra. A kormány emiatt újabb nyomozást indított, s 1918 májusában újabb letartóztatásokra került sor.

### A Tisza-merénylet és további történetük

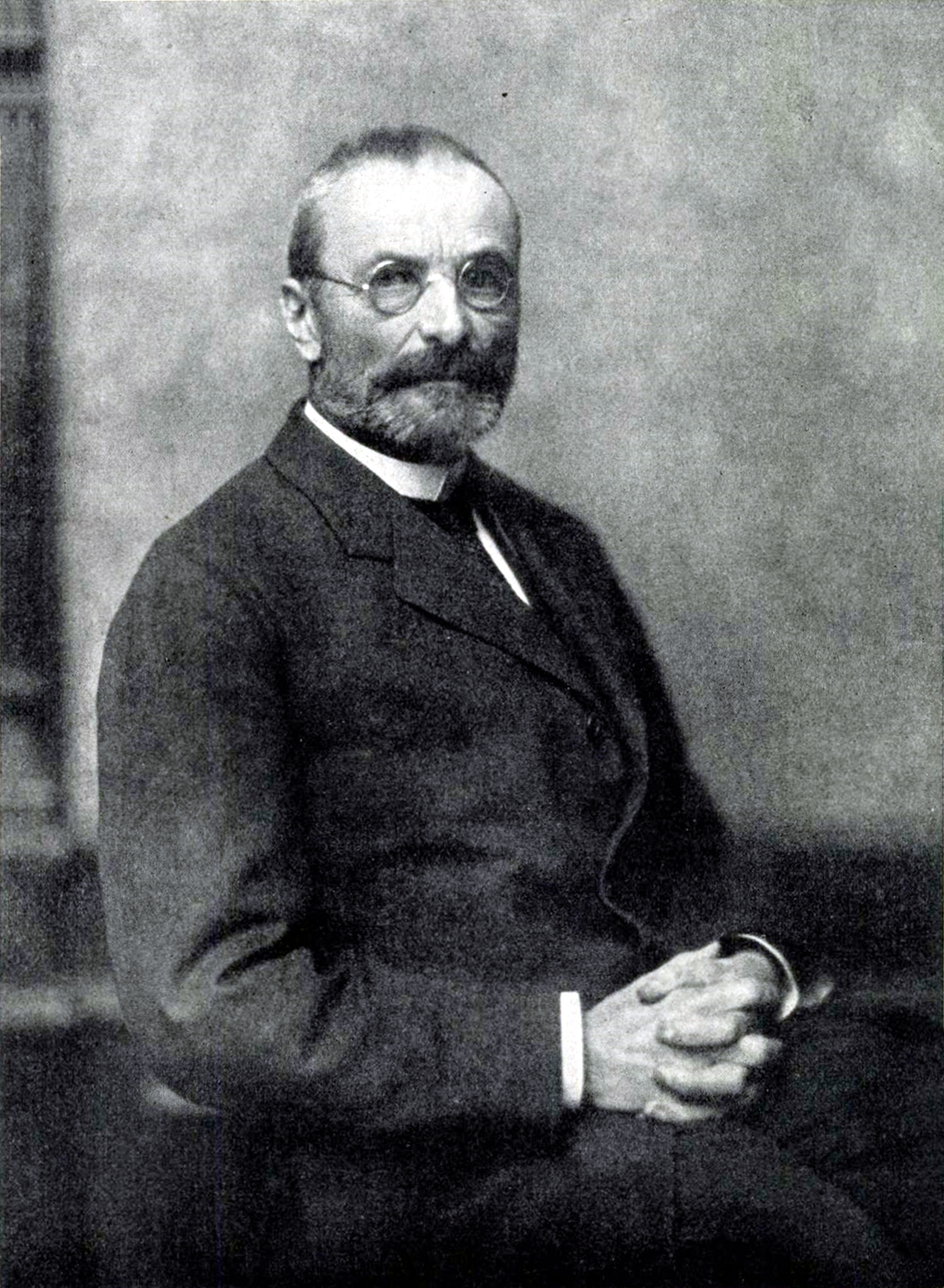
Tisza István gróf 1917-ben

1918. október 16-án a mozgalom egyik tagja, Lékai János próbálta meggyilkolni Tisza István korábbi miniszterelnököt.
„A Veronika utcai lakásban születik meg a Tisza-merénylet terve. Lékai János szót kér, ő tüdőbeteg, úgyis rövid ideig élhet, neki kell a merényletet végrehajtania. A többiek meghajolnak Lékai érvei előtt, ezúttal még (Korvin) Ottó [...] sem gondol arra, hogy a pisztolymerényletnél nem árt, ha a merénylő ért a fegyver használatához. Lékai kezében még sosem volt revolver, nem is tudja rendesen kezelni. Október 16-án Ottó a Seemann kávéház hátsó helyiségében megmutatja Lékainak, hogyan kell kezelni a revolvert. Rámutat egy ráncos öreg nőre: "Ez a Tisza felesége." Lékai a Parlament IV. kapujánál várakozik. Megjelenik Tisza. Lékai rossz irányba indul el, mert Ottó a gróf feleségét összetévesztette egy jóval idősebb matrónával. Végül Lékai mégis Tisza közelébe férkőzik, de a fegyver csütörtököt mond, és a sofőr kiveri a merénylő kezéből. Ottó felhúzott ravaszú pisztolyt adott Lékainak, aki abban a hiszemben, hogy felhúzza a ravaszt, lecsukta azt.” Demény Pál visszaemlékezései szerint, a pisztolyt maga Demény Pál és Mosolygó Antal szerezte a mátyásföldi felvonógyáros Friedrich Istvántól, aki tudta, hogy milyen célra kell a fegyver.
Nagy szerepet vittek az őszirózsás forradalomban, mivel mindig is antimilitarista álláspontot képviseltek. Tagjaik közül sokan részt vettek a KMP megalakításában, s bekapcsolódtak a Magyarországi Tanácsköztársaság munkájába, annak bukása után pedig az illegális kommunista mozgalomban tevékenykedtek.